# 大河湾农场
大河湾农场，是中国内蒙古自治区呼伦贝尔市扎兰屯市下辖的一个类似乡级单位。

## 行政区划
大河湾农场共辖以下地区：
第一生产队、第二生产队、第三生产队、第四生产队、农场街道办事处、农牧结合管理区、牧业示范园区生活区。